# Pierre Dumas (Politiker)
Pierre Dumas (* 15. November 1924 in Chambéry, Département Savoie; † 4. Februar 2004 ebenda) war ein französischer Politiker des Rassemblement du peuple français (RPF), der Union pour la Nouvelle République (UNR) sowie zuletzt des Rassemblement pour la République (RPR), der Mitglied der Nationalversammlung, mehrmals Staatssekretär sowie zuletzt von 1986 bis 1995 Mitglied des Senats war.

## Leben

### Résistance-Kämpfer, Abgeordneter und Bürgermeister
Dumas, dessen Vater François Dumas von 1946 bis zu dessen Tode 1952 ebenfalls Senator war, engagierte sich während des Zweiten Weltkrieges in der Widerstandsbewegung Résistance gegen die deutsche Besatzungsmacht. Nach Kriegsende absolvierte er ein Studium der Rechtswissenschaften an der Universität Grenoble sowie ein Studium am Institut d’études politiques de Paris. Während des Studiums trat er 1947 dem von Charles de Gaulle gegründeten gaullistischen Rassemblement du peuple français (RPF) bei und war zwischen 1951 und 1952 Attaché im Büro des Präsidenten des Stadtrates von Paris, Pierre de Gaulle. Im Anschluss trat er 1953 als Kaufmännischer Direktor in das Verpackungsunternehmen Cartonneries de La Rochette ein.
Bei den Wahlen vom 2. Januar 1956 kandidierte Dumas für die Républicains sociaux (RS) im Département Savoie erstmals für ein Mandat in der Nationalversammlung, erlitt jedoch eine Niederlage. Im April 1958 wurde er allerdings als Nachfolger von Léon Revil-Signorat von der MRP für die RS zum Mitglied des Generalrates des Département Savoie gewählt und vertrat in diesem bis zu seiner Ablösung durch Lucien Avocat von den DVD 1973 den Kanton Beaufort.
Bei den Wahlen vom 30. November 1958 wurde er als Kandidat der Union pour la Nouvelle République (UNR) im Wahlkreis Département Savoie Nr. 3 zum ersten Mal zum Mitglied der Nationalversammlung gewählt und konnte dabei bereits im ersten Wahlgang den bisherigen Abgeordneten und früheren Minister Pierre Cot von der MRP schlagen. Er gehörte dem Parlament zunächst bis zum 15. Mai 1962 an. Zugleich wurde er im März 1959 auch Nachfolger von Paul Chevallier als Bürgermeister seiner Geburtsstadt Chambéry und bekleidete diese Funktion bis März 1977, woraufhin er durch Francis Ampe von der PS abgelöst wurde. Während seiner Parlamentszugehörigkeit war er von Juli 1961 bis April 1962 Vize-Vorsitzender des Ausschusses für Produktion und Handel (Commission de la production et des échanges).

### Staatssekretär
Am 16. April 1962 übernahm Dumas sein erstes Regierungsamt, und zwar als Staatssekretär für öffentliche Arbeiten im Ministerium für öffentliche Arbeiten und Verkehr (Secrétaire d'État aux travaux publics) im ersten Kabinett Pompidou. Zugleich war er zwischen 1962 und 2000 Präsident der Société française du tunnel routier du Fréjus (SFTRF), eine Gesellschaft zum Bau und Betrieb des Fréjus-Straßentunnels auf der Autoroute A43 zwischen Frankreich und Italien. Daneben wurde er einen Monat später im Rahmen einer Kabinettsumbildung am 16. Mai 1962 Staatssekretär beim Premierminister für Beziehungen zum Parlament (Secrétaire d’État auprès du Premier ministre, chargé des relations avec le Parlement) und bekleidete dieses Amt auch im zweiten und dritten Kabinett Pompidou bis zum 1. April 1967. Bei der Wahl vom 18. November 1962 wurde er für die Liste der Union pour la nouvelle République-UDT wieder zum Mitglied der Nationalversammlung gewählt, verzichtete aber aufgrund seines Regierungsamtes auf das Mandat. Durch das Präsidialdekret-Nr. 63-265 vom 20. März 1963 übernahm Dumas im zweiten Kabinett Pompidou zusätzlich die Zuständigkeit für den Tourismus, die zuvor beim Premierminister lag. Des Weiteren fungierte er zwischen 1963 und 1983 als Präsident des Nationalpark Vanoise.
Bei der Wahl vom 5. März 1967 wurde Dumas als Kandidat der Union des Démocrates pour la Ve République (UDR) erneut zum Mitglied der Nationalversammlung gewählt, legte das Mandat allerdings am 7. Mai 1967 nieder, nachdem er zuvor am 1. April 1967 im vierten Kabinett Pompidou das Amt als Staatssekretär beim Premierminister für Tourismus (Secrétaire d’État auprès du Premier ministre, chargé du tourisme) übernommen hatte und dieses bis zur Umbildung des Kabinetts nach den Unruhen im Mai 1968 am 31. Mai 1968 bekleidete.
Im November 1967 wurde er ferner Mitglied des Zentralkomitees der UDR und wurde am 23. Juni 1968 als Bewerber der nunmehrigen Union pour la défense de la République (UDR) abermals zum Mitglied der Nationalversammlung gewählt, der er bis zu seinem Mandatsverzicht am 12. August 1968 angehörte. Einen Monat zuvor hatte er im Kabinett Couve de Murville am 13. Juli 1968 den Posten als Staatssekretär im Sozialministerium (Secrétaire d’État aux affaires sociales) übernommen, das er bis zum 20. Juni 1969 innehatte.

### Ausscheiden aus der Regierung und Wahlniederlagen
Im darauf folgenden am 20. Juni 1969 gebildeten Kabinett Chaban-Delmas fand er keine Berücksichtigung, da Premierminister Jacques Chaban-Delmas es vorzog, den ebenfalls aus dem Département Savoie stammenden Joseph Fontanet zum Minister für Arbeit, Beschäftigung und Bevölkerung zu ernennen.
Im April 1970 wurde Dumas jedoch Mitglied des Politbüros der UDR sowie im Oktober 1972 Mitglied des Sekretariats der UDR, in dem er für Angelegenheiten der gewählten Kommunalpolitiker zuständig war. Bei den Wahlen im April 1973 erlitt er eine Wahlniederlage, so dass er nicht wieder Mitglied der Nationalversammlung wurde. Stattdessen war er von 1973 bis 1978 Vorsitzender der französischen Delegation im Wirtschafts- und Sozialrat der Vereinten Nationen (ECOSOC) sowie als Nachfolger von Michel Jobert zwischen Juni 1973 und seiner Ablösung durch Jean-Louis Bianco im April 1984 Präsident des Verwaltungsrates des Nationalen Forstamtes (Office national des forêts). Daneben wurde er im Januar 1974 auch Vizepräsident des Regionalrates der Region Rhône-Alpes sowie im Juni 1974 Vizepräsident der Vereinigung der Bürgermeister Frankreichs. 1976 wurde er für den Rassemblement pour la République (RPR) wieder zum Mitglied des Generalrates des Département Savoie gewählt, dem er als Vertreter des Kanton Chambéry-Sud nach seiner Wiederwahl im März 1982 bis zu seiner Ablösung durch Jean Bollon von der UDF 1986 angehörte.
Im März 1977 verlor er jedoch auch sein Amt als Bürgermeister von Chambéry an seinen Herausforderer von der Parti socialiste, Francis Ampe. Im März 1978 kandidierte er zwar abermals für den Wiedereinzug in die Nationalversammlung im Wahlkreis Département Savoie Nr. 3, erlitt aber auch dieses Mal eine Niederlage.

### Wiederwahl zum Bürgermeister und Senator

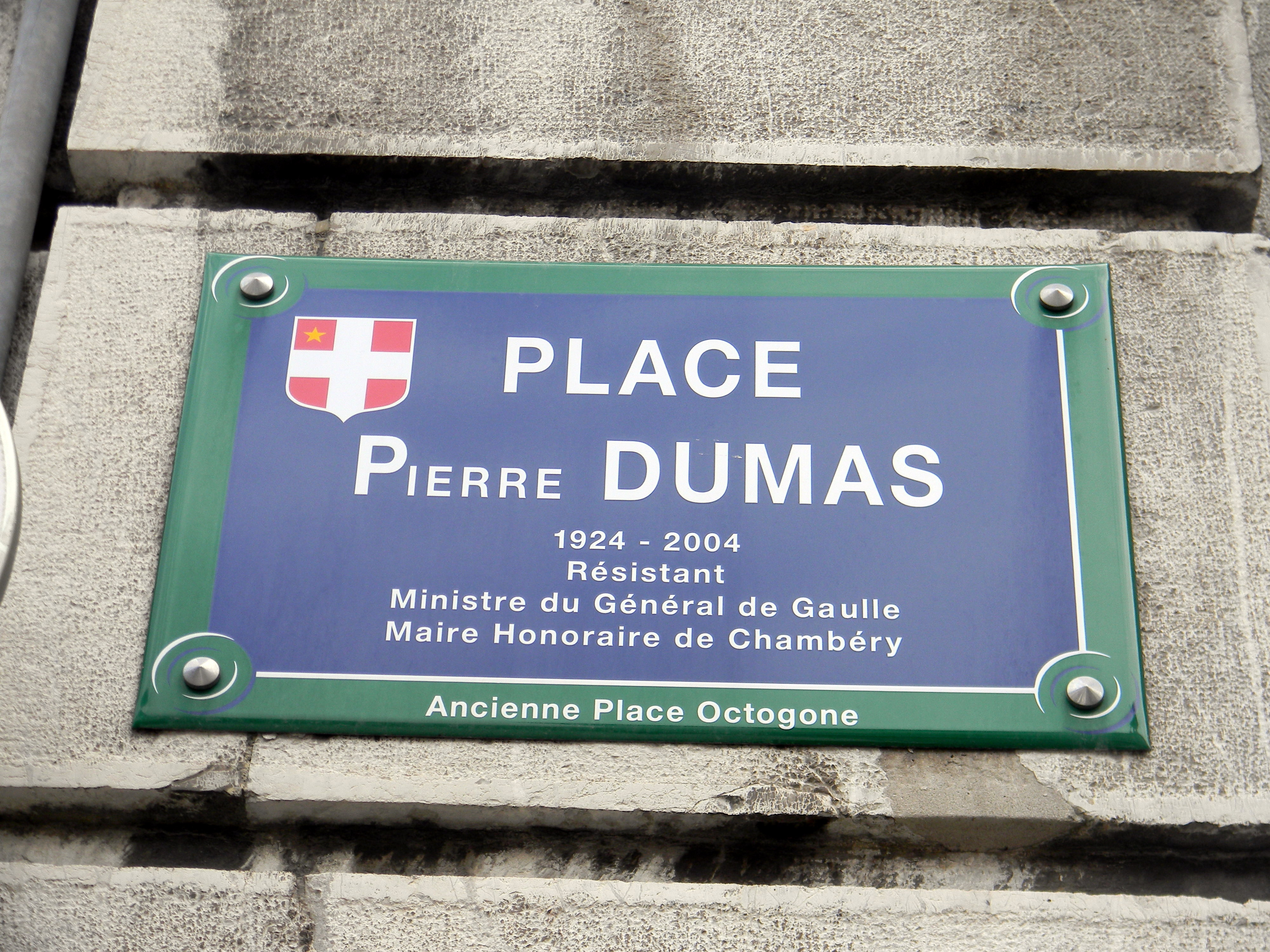
Pierre Dumas zu Ehren wurde der bisherige Place Octogone in Chambéry 2005 in Place Pierre Dumas umbenannt

Dumas war zwischen 1982 und 1986 Vizepräsident des Generalrates des Département Savoie sowie von 1983 bis 1998 auch Mitglied des Regionalrates der Region Rhône-Alpes. Im März 1983 gelang ihm die erneute Wahl zum Bürgermeister von Chambéry, wobei er diesmal den Amtsinhaber Francis Ampe schlagen konnte. Das Amt des Bürgermeisters bekleidete er bis 1989 und war zudem von März 1986 bis 1998 Vizepräsident des Regionalrates der Region Rhône-Alpes.
Am 28. September wurde Dumas für die RPR zum Mitglied des Senats gewählt und legte wegen der Unvereinbarkeit der Mandate seinen Sitz im Generalrat des Département Savoie nieder. Dem Senat gehörte er neun Jahre lang bis zum 1. Oktober 1995 an. Am 9. Oktober 1986 wurde er Mitglied des Senatsausschusses für Wirtschaft (Commission des affaires économiques) und gehörte diesem während seiner Senatszugehörigkeit bis zum 1. Oktober 1995 an. Im März 1989 verlor er sein Amt als Bürgermeister von Chambéry an Louis Besson von der Parti socialiste, der kurz darauf auch Beigeordneter Minister für Wohnungsbau beim Minister für Ausrüstung, Wohnungsbau, Verkehr und Meeresangelegenheiten im zweiten Kabinett Rocard wurde. Im März 1982 wurde er als Mitglied des Regionalrates der Region Rhône-Alpes wiedergewählt und war in der Folgezeit Vizepräsident dieser Regionalversammlung für Verkehr und Kommunikation.
Pierre Dumas zu Ehren wurde der bisherige Place Octogone in Chambéry 2005 in Place Pierre Dumas umbenannt.